# Heinrich Conrad Schleinitz
Heinrich Conrad Schleinitz (* 1. Oktober 1802 in Zschaitz; † 13. Mai 1881 in Leipzig) war ein deutscher Jurist und Tenor sowie Vorsitzender des Direktoriums des Konservatoriums in Leipzig.

## Leben
Schleinitz wurde 1802 als Sohn eines Schulrektors in Zschaitz bei Döbeln geboren. Er war Schüler an der Thomasschule zu Leipzig. Nach dem Abitur studierte er Rechtswissenschaften an der Universität Leipzig. Er promovierte sich zum Dr. iur. und arbeitete als Rechtsanwalt in Leipzig. Später erhielt er eine musische Ausbildung. 1819/20 trat Schleinitz am Leipziger Gewandhaus als Sänger auf sowie später 1823/25 und in den Saisons 1826/27, 1827/28. Er trat 1830 als Tenor bei einem Festival in Halle auf und sang 1848 Mendelssohns Elias in Leipzig. Nachdem man ihn in den Verwaltungsrat des Leipziger Gewandhauses bestellte, setzte er sich 1835 für Felix Mendelssohn Bartholdy im Amt des Gewandhauskapellmeisters ein. Zwischen beiden entstand eine lebenslange Freundschaft. So widmete Mendelssohn ihm Ein Sommernachtstraum und Nachtlied. Nach Mendelssohns Tod 1847 wurde er Direktor des Leipziger Konservatoriums bis 1881. Bereits ab 1834 war er Mitglied des Konzertdirektoriums des Gewandhauses. Schleinitz starb 1881, in fast vollkommener Erblindung, in Leipzig.